# Ratolí de l'estepa
|  | Per a altres significats, vegeu «Ratolí de les estepes». |

El ratolí de l'estepa (Mus spicilegus) és una espècie de rosegador miomorf de la família dels múrids. És una espècie en risc mínim, és a dir, no sembla que hi hagi cap amenaça significativa per a la seva supervivència. El seu hàbitat principal és al camp i en altres àrees obertes de països com Àustria, Bòsnia i Hercegovina, Bulgària, Croàcia, la República Txeca, Macedònia del Nord, Romania, Sèrbia, Montenegro, Eslovàquia, Eslovènia i Ucraïna.
El seu nom específic, spicilegus, significa ‘col·leccionista d'espines’ en llatí.

## Taxonomia
El ratolí de l'estepa es troba des d'Àustria fins al sud d'Ucraïna i Grècia. Han estat reconegudes dues subespècies, M. s. spicilegus, que es troba en tota l'àrea descrita, i M. s. adriaticus, que és una subpoblació aïllada, localitzada a la costa Adriàtica.
És una de les tres espècies dins del subgènere Mus amb una distribució Paleàrtica. Les altres dues espècies són Mus macedonicus (que es troba dels dels Balcans fins a Israel i l'Iran) i Mus spretus (localitzada al sud de França, península Ibèrica, Illes Balears, Marroc i Tuníssia).
Segons la hipòtesi del rellotge molecular, sembla que M. spicilegus i M. macedonicus han divergit recentment, entre 0,29 i 0,17 milions d'anys. En canvi, els llinatges d'aquestes dues espècies amb M. spretus van divergir fa un milió d'anys.

## Descripció
La longitud del cap i el cos és d'uns 70-80 mm i la de la cua, 55-65 mm. Presenta un color gris uniforme, tot i que algunes poblacions són de dos colors i presenten un color més pàl·lid en les parts inferiors. La cua és més prima que les altres espècies relacionades.
Aquesta espècie de ratolí és molt semblant al ratolí comú, Mus musculus, i pot haver-hi certa confusió a l'hora de distingir-los.

### Genètica
M.spicilegus té un cariotip diploide amb 40 cromosomes. Té un cromosoma Y molt petit, un 50% més petit que l'autosoma amb menys kilobases.
No s'han trobat híbrids de Mus spicilegus amb altres espècies similars a la natura. Tot i així, sí que s'han fet encreuaments en el laboratori. S'ha pogut aconseguir descendència fèrtil a partir del creuament entre Mus spicilegus i Mus musculus. Per altra banda, s'ha intentat fer més encreuaments amb altres espècies similars i tot i que sí que s'han aconseguit fer, la descendència no era fèrtil.

## Distribució
Viu a altituds d'entre 0 i 200 metres sobre el nivell del mar a Albània, Àustria, Bòsnia i Hercegovina, Bulgària, Croàcia, Eslovàquia, Eslovènia Grècia, Hongria, Macedònia del Nord, Moldàvia, Montenegro, la República Txeca, Romania, Rússia, Sèrbia i Ucraïna. Ocupa una gran varietat d'hàbitats.

## Estat de conservació
Segons la Llista vermella de les espècies amenaçades de la UICN, es tracta d'una espècie que no està en perill d'extinció, sinó que té un risc mínim. Això és degut al fet que és una espècie comuna i que a més viu en un hàbitat molt extens. L'única amenaça que podria tenir és un augment de l'agricultura extensiva. Molts grangers consideren aquesta espècie de ratolí com una plaga, ja que fa que els conreus siguin molt més difícils de plantar i de conrear tot i que en realitat no es consideri com una plaga per als cultius.
Tot i que no es trobi amenaçat, la seva tendència de la població està disminuint.

## Ecologia

### Hàbitat
Viu en una gran varietat d'hàbitats oberts entre els quals s'inclou: estepes naturals, pastures, camps de cereals, horts, boscos oberts i boscos clars.
Evita els boscos més frondosos i els assentaments humans.

### Monticles
S'alimenta de gra i de llavors que guarda a l'hivern en un monticle cobert de terra que construeix sota de cambres de nidificació. Aquests monticles solen tenir fins a 0,4m de diàmetre encara que el més comú es que facin entre 100 i 200 cm de diàmetre. Cada un d'aquests monticles conté fins a 10kg de gra. Sota de cada monticle hi ha uns túnels que condueixen fins a unes cambres "niu" on viuen les cries.
Aquests monticles estan construïts per grups de 4 a 14 ratolins tot i que normalment hi col·laboren 5 o 6 individus.
És típic que hi hagi fins a 20 monticles per hectàrea, tot i que en algunes condicions favorables se'n poden trobar molts més.
Durant l'estiu, aquests animals solen viure fora dels monticles, tot i que alguns hi puguin romandre. Si els monticles continuen intactes es podran reutilitzar al següent hivern, si no fos el cas, construeixen nous monticles entre finals d'agost i mitjans de novembre. El monticle és la llar de les cries de Mus spicilegus durant l'hivern però també hi conviuen alguns adults.
S'han trobat emmagatzemades llavors de fins a 84 espècies diferents dins dels monticles.
Encara no es coneix la funció exacta dels monticles creats per aquesta espècie. Les funcions principals que s'han teoritzat són:
- La teoria més òbvia és que al guardar-hi gra serveixi com a reserva d'aliment per a l'hivern, encara que s'ha vist que no hi ha una disminució de la mida dels monticles al llarg de l'hivern. A part no se sap si els aliments emmagatzemats als monticles connectin amb les cambres que es troben a sota.
- Els monticles serveixen per a mantenir els ratolins calents i secs durant l'hivern, també s'ha teoritzat que una descomposició dels aliments dels monticles generaria calor.
- Protecció en contra dels depredadors

És interessant, ja que és l'única espècie del gènere mus que construeix monticles, cosa que el fa únic.

### Cria
La reproducció de Mus spicilegus és estacional i té lloc entre el març i l'octubre. Les femelles joves, d'entre 6 i 8 mesos, que han passat l'hivern al monticle, es reprodueixen durant la primavera i poden tenir quatre o cinc ventrades l'any. Cada ventrada pot tenir de 4 a 11 individus.
Al contrari que molts altres mamífers, Mus spicilegus no cria en comunitat. En el cas de Mus musculus, les femelles tendeixen a cuidar les cries en comunitat mentre que les femelles de Mus spicilegus solen ser bastant agressives entre elles i en els casos que es veuen forçades a compartir parella tendeixen a tenir menys descendència. Mus spicilegus és monògam.
Mus spicilegus és l'espècie de ratolí que té uns testicles més grossos en comparació a la seva massa muscular. Una mida més gran dels testicles indica una competició entre mascles per a aconseguir una femella.

## Història
Suposadament, la primera vegada que es va descriure aquesta espècie va ser per Nordam l'any 1840, i el va anomenar Mus hortulanus. En el moment de fer la descripció, no va mencionar els monticles, que són típics d'aquesta espècie. Estudis posteriors afirmen que l'espècie recolectada l'any 1840 era en realitat Mus musculus i no Mus spicilegus com s'havia pensat en un principi.
L'any 1882 Petényi va desciure per primera vegada l'espècie amb el nom de Mus spicilegus. L'animal analitzat encara es conserva en bon estat al museu d'història natural hongarès, a Budapest. L'any 1993 es va confirmar que realment aquesta espècie es tractava del ratolí de l'estepa.
L'any 1927 també es va tornar a descriure l'animal però aquesta vegada amb el nom de Mus sergii, nom en honor del fill del científic que va descriure el ratolí. Tot i així el nom amb què es va desciure aquesta espècie és incorrecte, ja que l'espècie havia estat descrita anteriorment.

## Genoma
El genoma del ratolí de l'estepa ha estat seqüenciat l'any 2018 a partir d'assemblament de novo.
Aquesta feina té molta importància, ja que no es coneixen gaires genomes ben seqüenciats d'espècies properes a Mus musculus, que és un dels animals de referència. El fet de tenir sequenciat el genoma permetrà entendre bé les relacions filogenètiques que hi ha dins de la família "Mus", ja que tot i que el ratolí de l'estepa s'assembli molt al ratolí comú, té uns hàbits socials molt diferents.